# Contea di Xinfeng (Jiangxi)
La contea di Xinfeng (信丰县S, Xìnfēng XiànP) è una contea della Cina, situata nella provincia di Jiangxi e amministrata dalla prefettura di Ganzhou.